# Тектонік
Тектонік (від гри слів на тему теорії тектонічних плит, фр. Tectonique des plaques, і сходить до давньогрецького tektonikos, будівельний) — електроданс; танцювальний рух початку XXI століття, що містить у собі елементи електро, хіп-хопу, локінга, попінга і техно.

## Назва
Tecktonik є скороченням назви Tecktonik Killer. Ця назва є торговою маркою та її використання знаходиться під захистом законодавства про товарні знаки Франції. 
Бренд часто називають Electro Dance, Dance Electro, Чумацький Шлях або Vertigo. Варіанти Tecktonik та Electro Dance є найпоширенішими. У ЗМІ, термін «Tecktonik» як офіційна торгова марка і бренд асоціюється з музикою, одягом і всією офіційною продукцією, у той час як термін Electro Dance є не офіційним і не використовується у маркетингу або ЗМІ.
У той же час піонери руху та провідні танцюристи, воліють використовувати термін Тектонік для іменування бренду та пов'язаних з ним атрибутів, а Електро Денс для самого танцю у цілому: 
| Tecktonik це марка одягу, ЗМІ використовують це слово для іменування танцю, але вони не мають нічого спільного. Танець називається Electro Dance. - Ceriz[2] |
Творець танцю Milky Way та один з найвідоміших танцюристів Spoke також негативно ставиться до використання терміна «тектоник»: 
| Не кажіть, Tecktonik! Це бренд використовує танець щоб заробляти гроші. Мій танець не Tecktonik, але ви можете називати його «Electro Dance» та «Milky Way»[3] |
Аналогічного погляду дотримуються інші провідні танцюристи: 
| Ми зараз говоримо про електро? Але ж всі називають танець Tecktonik. Як правильно? Танець називається електро. І крапка. Tecktonik - це марка, бренд, це назва фірми. Якщо люди шукають в інтернеті електро, набираючи у рядку пошуку «Тектонік», то вони нічого не розуміють. Це слово - назва компанії. Говорити «Я танцюю Tecktonik» для танцюриста електро - те ж саме, як якщо б танцюрист стилю хіп-хоп заявив: «Я танцюю Kit-Kat» або «Я танцюю Nike». Хто ж так говорить? Так що стиль називається electro. І ось у цьому напрямку існує вже кілька течій: hardstyle, jumpstyle, vertigo, - так само, як хіп-хоп поєднує в собі і поппінг, і локінг, і брейкінг, і смерф, і багато чого ще. - JEY-JEY[4] Чому все так збожеволіли на цьому слові - «тектонік»? Тектонік - це взагалі не танець, це просто бренд! А сам танець електро. - SMDB TEAM[5] |
Існує також думка, що Тектонік є окремим танцем, але робиться акцент, що тектонік розвинувся з електро денсу або мав з ним спільні коріння. Так відомий танцюрист Рамзес вважає, що Тектонік є результатом змішання «тусовки» з клубу Метрополіс з танцем, що тоді ще не мав назви, а електро денс це ті хто почали танцювати той же танець поза будь-яких клубів та брендів.

## Історія руху тектоніка
На початку XXI ст. вечірки в Бельгії пропонували музику в стилі Hardtech, Hardtrance і Euro Dance. Найпопулярнішим стилем був Jumpstyle, ідея якого полягала в тому, щоб стрибати, рухаючись однією ногою (потім іншою) взад-вперед у такт басів. З Бельгії ця концепція прийшла до Франції.
Власне історія тектоніка починається в Парижі в 2000 році — у приміському клубі Métropolis на вечірках «Tecktonik Killer», де збиралися молоді люди, які прагнуть бути «несхожими на інших», іноді нетрадиційної сексуальної орієнтації.
Танцювальне команда «Метрополіс» на двох вечірках представляла бельгійський Techno, Hardstyle, Trance і Jumpstyle, тоді ще не відомі паризької клубної публіці. Одна з вечірок називалася «BlackOut»; спочатку її ведучим був Mc Adrian з Radio Fg. Стиль музики (Electro і Trance) був менш жорстким і досить комерційним. Протягом п'яти років інша вечірка «Tecktonik Killer» пропонувала бельгійський Techno, Hardstyle і Warm up electro. Згодом вечірка «Tecktonik Killer» придбала популярність. Її відвідують регулярно близько 8 тис. чоловік, сюди запрошують відомих ді-джеїв з усього світу. Вечірки «Tecktonik Killer» стали проводитися і в інших паризьких клубах.

### Популяризація
У 2007 році тектонік вперше виходить на широку публіку на фестивалі Paris Techno Parade 15 вересня 2007 року. Завдяки широкому поширенню через сервіси обміну відео, подібні YouTube, тектонік набуває нових прихильників. Найвідомішими творцями музики в стилі тектонік є Dim Chris, Dess, Miss Hiroko, Mondotek, пізніше David Guetta, Frunckly Moist, Dirty South і Yelle.
Зусиллями артдиректора «Метрополіс» Сіріла Бланка (Cyril Blanc) та інших організаторів тектонік стає торговою маркою. З 2006 року з'являються компіляції «Tecktonik Killer». Виготовляється однойменний енергетичний напій і широкий асортимент продукції з символікою тектонік: футболки, бейсболки, кофти, шнурки і т. д. Засоби масової інформації, які довгий час зневажали цим стилем музики і вечірками тектоніка, починають ними активно цікавитися. В Інтернеті з'являються сотні відео з клубів з молодими танцюристами або запису данс-батлів, які проходять на вулицях і в танцювальних школах.

### Наші часи
Перше покоління Tecktonik носило взуття з рівною підошвою — відомий Buffalo. Також зазвичай вони одягали білі рукавички й тримали в роті соску. Згодом ця «клубна культура» зазнала змін з розвитком таких суспільних явищ як реаліті-шоу, зростання громадських мереж типу MySpace і блогів (Caramail, Skyblogs …) і завдяки індивідуалізму та прагненню бути кращим і оригінальним. Молоді клаббери почали частіше виходити на вулиці і влаштовувати батл по тектоніку поза клубами, як колись знаменитим Hip-Hop і брейк-данс батл. Кожен з клабберів стилізує себе згідно з модою.

## Концепція руху Тектонік
Рух Тектонік ґрунтується насамперед на музиці Hardtech, що прийшла з країн Північної Європи. У тектоніку звук стає «комерційним» і більше доступним. Танець часто порівнювали з Jumpstyle, який існує з 1992 року в Бельгії. Однак клаббери — не джампери; вони використовують руки, взявши рухи з Vogging і Breakdance, але в їх танці залишається оригінальність і новизна.
Поширення музичної культури відбувається завдяки альбомам Tecktonik Killer.
Емблемою руху є т. зв. «Reichsadler» (імперський орел) — стилізований римський та готичний орел (див. ілюстрацію).

### Стилі
У тектоніку іноді виділяють кілька стилів (підстилів): вертіго, хардстайл, мілкі-вей, Jumpstyle, Electrostyle, Tecktonik-mix та ін. Їх можна умовно поділити на дві групи:
- «тяжкі» (вертіго, хардстайл);
- «м'які» (мілкі-вей)

## Зовнішній вигляд

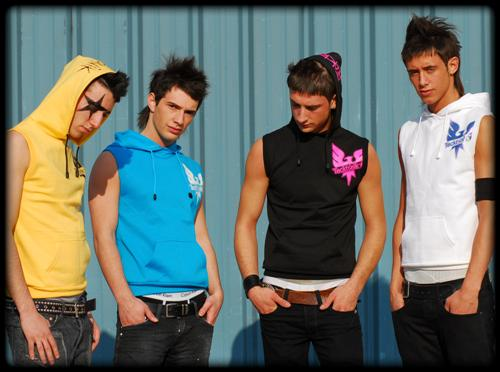
Типові представники руху

Типовий зовнішній вигляд танцюристів тектоніку — звужені джинси, штани, обтягуючі короткі футболки з яким-небудь малюнком (частіше за все з символікою тектоніку), білий ремінь, напульсники, гетри яскравих кольорів на руках, кросівки баскетбольного стилю Данко, використовуються чорно-білі шахівниці. Танцюристи, як правило, носять «футуристичну», а іноді навіть «готичну» зачіску.
Нові люди, які приходять в цей танцювальний рух, внесли демократизм у вибір одягу. Тепер тектонік-дансери можуть одягати що завгодно, починаючи від балахона та широких бавовняних штанів і закінчуючи шортами (переважно в командних виступах) і голим торсом. У багатьох людей з'являється власне відчуття стилю, від чого цей танець стає цікавішим.

## Критика та проблеми
Критики тектоніка (у тому числі і з-посеред самого танцювального руху) вказують, що тектонік — це не танець, а комерційний бренд; танець ж коректно називати електроданс (електроденс).
Відзначається також, що в наш час[коли?] тектонік стає модою, стилем життя, засобом для молоді ідентифікувати себе в колективі. Рух неминуче страждає від масовості. Залишається ще багато чого доробити в музиці, танці та стилі одягу. Критики вказують на стилістичну аморфність і еклектичність тектоніка, підкреслюють, що рухи ніг у танці слабо розроблені.
Іноді через символіку тектоніка учасників руху співвідносять з неофашистами. Однак емблема руху — імперський орел — ще з Середніх віків символізує в Німеччині владу, щастя і силу. Сьогодні орел використовується в усьому світі як геральдичний символ і не може напряму асоціюватися з нацизмом. За твердженням прихильників, символ орла був обраний виключно з естетичних міркувань, а тектонік не має особливої ідеології і не репрезентує погляди середнього шару, що займає проміжне положення між заможними парижанами і масовою аудиторією культури Hip-Hop.
Tectonik поєднує в собі безліч стилів різних танців і слідів різних культур. Деякими клабберами туди включені елементи хіп-хопу, брейк-дансу, а також C-Walk, Poping-Waving, Tutting, Liquid-Pop, King-Tut, Vogging і т. д. Час покаже, чи дійсно основоположники тектоніка стали винахідниками нової синтетичної культури, яка поширюється по всьому світу, або ж він залишиться в історії як нетривала мода першого десятиріччя XXI століття.